# Взрывы в Южном Таиланде (2007)
Взрывы в Южном Таиланде (2007) — серия взрывов во время празднований китайского Нового года 18 и 19 февраля 2007.
Впервые сепаратисты Южного Таиланда проводят столь масштабную акцию одновременно в 4-х тайских провинциях Наративат, Паттани, Сонгла и Яла Были убиты по крайней мере восемь человек. Нападения были совершены в воскресенье и рано утром в понедельник, были атакованы жилые сектора и деловые предприятия, принадлежавшие буддистам или этническим китайцам.

## События
Синхронизированные взрывы предназначались для атаки гостиниц, караоке-баров, зданий принадлежащих властям и коммерции, среди них было две общественных школы. Тогда глава тайского правительства, руководитель хунты Сонти Буняранглин и его Министр внутренних дел Ари Вонгсерай признали, что они знали заранее, что нападения планировались, но были не в состоянии предотвратить их.
В Наративате был убит по крайней мере один человек, и 10 были ранены во время взрывов в пяти барах — караоке в пограничном городе Сунгай Голок. В Наративате были сожжены школы и мечети.
Более 10 бомб взорвались в провинции Яла, ранеными оказались по крайней мере 23 человек. Местные государственные служащие приказали, чтобы жители Ялы остались дома, чтобы избежать большего количества нападений с применением взрывных устройств в течение ночи.
В провинции Паттани полицейское радио сообщило, что провинциальный административный центр погрузился во мрак после того, как бомба выбила электростанцию.

## Подозреваемые
Предполагается, что нападение с серией взрывов совершили сепаратисты Южного Таиланда. В то время как ни одна террористическая организация не взяла ответственность за взрывы на себя.